# Мамаєв Володимир Володимирович
Володимир Володимирович Мамаєв — молодший сержант Збройних Сил України, учасник російсько-української війни, який загинув у ході російського вторгнення в Україну в 2022 році.

## Життєпис
Народився 22 листопада 1976 року в м. Херсон, Україна.
З початком російського вторгнення в Україну перебував на передовій. 
Загинув вранці 13 квітня 2022 року разом зі своїм командиром старшим лейтенантом Володимиром Головатим в боях у с. ДолинаДонецької області. 
Чин прощання із загиблими відбувся 21 квітня 2022 року в с. Підбережжі на Івано-Франківщині.

## Родина
У загиблого залишилися дружина та донька.

## Нагороди
- Орден «За мужність» III ступеня (2022, посмертно) — за особисту мужність і самовіддані дії, виявлені у захисті державного суверенітету та територіальної цілісності України, вірність військовій присязі[6].